# Analiza marketingowa
Analiza marketingowa polega na ocenie zintensyfikowania działań marketingowych oraz na poszukiwaniu lepszego wzbogacenia danej firmy poprzez posiadanie odpowiednich i niezbędnych informacji o określonym rynku, znalezienie miejsca firmy w tym otoczeniu oraz zwiększenie sprzedaży na tym rynku a co za tym idzie zwiększenie potencjału firmowego. Analiza ta powinna uwzględnić różnorodne czynniki, które kształtują obecne, przyszłe możliwości oraz ograniczenia w poszerzaniu i wzbogacaniu działalności danej firmy. 
Analiza czynników zewnętrznych powinna uwzględniać: 
- uwarunkowania polityczne i ustawodawstwo
- stan koniunktury i perspektywy rozwojowe
- rozwój i możliwości branży działania firmy
- konkurencję i podział rynku
- wielkość i charakterystykę poszczególnych segmentów rynków
- pozycję własnego przedsiębiorstwa na rynku i w branży
- kanały zbytu, systemy dystrybucji
- charakterystykę odbiorców, dostawców, pośredników.

Analiza czynników wewnętrznych powinna z kolei obejmować: 
- strukturę przedsiębiorstwa i strukturę organizacyjną;
- obrót, koszty i zyski;
- możliwości finansowe i inwestycyjne;
- zakładowe służby zaopatrzenia, produkcji i sprzedaży;
- możliwości oddziaływania na rynek (np. środki na reklamę);
- środki wspierające dystrybucję i sprzedaż.